# Naso tergus
Naso tergus is een straalvinnige vissensoort uit de familie van de doktersvissen (Acanthuridae). De wetenschappelijke naam van de soort is voor het eerst geldig gepubliceerd in 2011 door Ho, Shen & Chang.